# Leucospidae
Los leucóspidos (Leucospidae, a veces incorrectamente llamada Leucospididae) son una familia de himenópteros apócritos de la superfamilia Chalcidoidea. Son un pequeño grupo especializado compuesto exclusivamente de ectoparasitoides de larvas de avispas aculeadas (con aguijón) y de abejas. Más de 130 especies en 4 géneros en el mundo. La mayoría son del Neotrópico.

## Características
Son mímicos de las abejas o de las avispas con aguijón, con colores negros, y diseños en tonos amarillos, rojos o blancos generalmente; a veces con reflejos metálicos. Miden de 4  7 mm. El mesosoma es robusto con fuerte labrado. El fémur de las patas posteriores suele ser muy ensanchado, con hileras de dientes como sierra a lo largo del margen inferior, como en la familia Chalcididae.

## Historia natural
El ovipositor de la hembra es a veces muy corto, de lo contrario es curvado y se extiende a lo largo de la parte dorsal del abdomen. Los machos tienen la particularidad de que los segmentos del metasoma forman una especie de cápsula o caparazón.
La hembra deposita un huevo en o cerca de la presa. Cuando nace la larva, primero busca y mata a cualquier competidor y sólo entonces comienza a alimentarse del huésped.
En general los leucóspidos no son muy comunes y sólo se los encuentra en lugares donde sus huéspedes son abundantes. A veces se los encuentran visitando flores. La especie más común es Leucospis affinis, que ataca a las abejas megaquílidas.
Se conoce un fósil, Leucospis glaesaria, encontrado en ámbar dominicano del Mioceno temprano.